# モザイク卵
モザイク卵（モザイクらん、英語: mosaic egg）とは、胚発生に於いて、その初期に一部が失われた場合、その失われた部分に応じて、一部が欠損した胚に成長するものを指す。これに対して、ごく初期の胚であれば、その一部分が失われても完全な胚を生じるものを調節卵（ちょうせつらん、英語: regulation egg）という。

## 概説
例えばウニやカエルの場合、2細胞期にその細胞を1個ずつ分けて育てると、それぞれの細胞が卵割を進行させ、やがて本来より小さいがそれぞれに完全な幼生が形成される。これはヒトにおける一卵性双生児と同じような現象である。この場合、本来は第1卵割で受精卵が2つに分かれたのだから、おのおのの細胞に含まれる部分は幼生の体の半分を形成すればいいはずのものである。つまりこれらの部分の予定運命は幼生の体の半分に相当する。にもかかわらず、それを分割するとそこから全身が形成されるのは、状況の変化に応じて何らかの調節作用が働いたものと判断出来る。
これに対して、クシクラゲ類などではごく初期であっても分割すれば、その割合に応じた部分のみの不完全な幼生を生じることが知られる。このようなことは卵細胞の各部の細胞質が特定部位へ分化する性質を強く持っているためと考えられる。このような卵をモザイク卵と言い、これに対して上記のような調節作用を示す卵を調節卵という。これらの区別は、現在では相対的なものと考えられている。

## 具体例
モザイク卵としての性質を示すものとしてクシクラゲ類、単体ホヤ、イトミミズ、ツノガイなどが挙げられる。
- クシクラゲ類ではこの類に特有な形質として体側に8列の櫛板と呼ばれる繊毛列の並んだ帯を放射状の配置で持つ。初期胚を分割して培養すると、その割合に応じた数の櫛板を持つ幼生を生じる。つまり二分割すると4列の、4分割すると2列の櫛板のみを持つ幼生となる。
- ホヤの類では卵細胞の細胞質に外見上はっきりとした特徴のある区分がある。受精の後に第一，第二極体が放出されると、つまり卵細胞として完成すると、卵細胞の細胞質内に部分的な差異が見られるようになり、それらがその部分の分化に強く結びつき、特定部位を切り捨てるとそこから生じるはずだった部分のない胚を生じる。例えばフタスジボヤ Styela partita では動物極の区域に透明な卵黄域があり、ここから外胚葉が出来る。植物極側には灰色卵黄域があってここは内胚葉になる。中間部では後方から黄色新月環、透明層、灰色新月環が区別され、黄色新月環からは筋肉と間葉細胞が、灰色新月環からは脊索と神経が分化する[2]。
- ツノガイ等では卵割の際に細胞質の一部が突出し、それ以外の部分で分裂を行う。この突出部を極葉と言うが、割球を分割すると、この部分を含まない割球からは不完全な幼生しか生じないことが知られる[3]。

## 卵割との関連
動物の卵割様式の区分として放射卵割と螺旋卵割がある。前者は赤道面に平行な方向に分裂面が生じた場合、それで分かれた割球が上下に重なるように配置するもので、後者はその際に分割面が斜めに傾き、その結果上層と下層の細胞が互いにずれた位置になる。この区別で、螺旋卵割をするものではモザイク卵的傾向が強いという。このようなものでは割球の一部を取り除いて育てると、どこかの器官が欠失した幼生が得られることが多い。放射卵割のものは逆に調節卵的傾向が強い。

## 歴史
このような観点は発生研究に於いて、胚に人為的な刺激を与え、その影響を見るという、いわゆる実験発生学の流れから生まれたものである。その開祖であるルーは、ある意味でモザイク卵を見出すことを目指して研究を始めた面がある。この時期、ワイズマンは卵には体の各部分の性質を決定する決定素というものが含まれ、卵割が進むことで、それらが細胞に配分されてゆくとの説を提唱し、ルーはこれを証明する意図をも含んで実験を行ったからである。彼の有名な実験にカエルの2細胞期に片方の細胞だけを焼き殺すというものがあり、その結果、残った細胞からは胚の片半身だけが形成される。この結果はワイズマンの説に沿ったものと捉えられる。
しかしその後の研究者はむしろこれを否定する結果を導き出す。ドリーシュはウニにおいて割球を分割して培養することを試み、個々の割球からも完全な幼生が得られること、逆に2個のウニ卵を融合させ、巨大な1個の完全な幼生を得ることにも成功した。彼は8細胞期の割球からさえも小さな、しかし完全な幼生を得ることが出来た。カエル卵の場合も、後の研究者の多くがルーとは異なる結果を導き出し、カエルもまた調節卵であることが示された。
しかしいわゆるモザイク卵の発見はこれらに先立つものであった。クシクラゲについては1880年にクーン(C. Chun 1853-1914)が二細胞期の卵を振盪することで割球を分離し、それによって生じる幼生が本来の姿の半分であることを発見している。ただしこれについて彼自身も重視せず、発表を受けた周囲からもさしたる反応はなかったという。さらにルーの実験と同時期、シャブリー(L. Chabry 1855-1893)がホヤの卵についての実験を行い、特定の割球を殺して培養すると、その部位に応じて特定の部分を欠損した幼生を生じることを見出している。これらはモザイク卵の代表的なものとされている。
その後もそのような研究が行われ、その動物によって結果は異なることが判明してきた。つまりクシクラゲのように初期胚の一部を切り捨てるとその位置に応じて特定の一部が欠失した幼生を生ずるものとしてはホヤやツノガイなどがある。他方で一部を切り捨てても完全な幼生を生じるものとしてはウニ、ヒトデ、ヒモムシなどがある。このような二分法が成立すると、前者をモザイク卵、後者を調節卵と呼ぶようになった。
しかし調節卵には調節機能があり、モザイク卵にはそれがない、という単純な二分法が成立しないことがすぐに明らかになる。例えばウニの初期胚であっても動物極側と植物極側に切り分けた場合にはそのどちらも正常な幼生にならない。これは調節卵であっても割球の調整能力が次第に失われることを示す。さらに動物極側の細胞のみでは正常に発生しないが、これに植物極側の端にあるいわゆる小割球を加えるとほぼ正常に発生が進む。これは細胞間の相互作用が調整能力と関わることを示す。このようなことから『モザイク卵か調節卵か』の二分法は成立せず、いわば程度の問題と考えられるようになった。
更に現在ではモザイク卵といえどもそのような細胞質の不均質によって各部分の分化がそれぞれ独自に決まるというものではないという。例えばホヤの場合、黄色新月環の黄色色素を受け継ぐ細胞は筋肉になり、ここでは細胞質の性質がその細胞の運命を決める。しかしそれ以外の細胞全て、このような仕組みで分化する訳ではなく、やはり細胞間に誘導現象が見られるとされる。

## 解釈に関して
上記の歴史を見ても分かるように、実験発生学の最初期に於いては、動物卵はモザイク卵的な反応を示すのがむしろ普通であるように見えるところから始まっている。調節卵的な振る舞いは、実験を重ねた上で発見されたものである。そのため、むしろその調節がどのようなものかを論じる姿勢があった。たとえばドリーシュはウニの割球を分離しても完全な幼生が形成されることを発見した。それに続く諸実験の上で、彼はこのような考えを提唱した。
ウニの卵では、割球それぞれが等しく受精卵と同じ能力を持つ。すなわち等能である。しかしそれが卵という『全体』の中に置かれた場合、それらは全体に調和して自らの置かれた位置に従って部分としての運命を辿る。つまり卵は調和等能系といえる。
ちなみに彼はこのような調和をもたらすものが物質ではないと断じ、科学としての生物研究から離れていった。

## 科学史上の役割
上記のように『モザイク卵か調節卵か』といった問いかけは実験発生学のごく初期にこそ大きな意味を持ったが、現在ではこのような論点は顧みられることはない。しかしその時代には特に調節卵の調節機能の追求は実験発生学を推し進める大きな力となった。またモザイク卵は細胞質の内容と分化との関連を示す重要な証拠と考えられ、生化学の進歩もあり、独自の役割を果たしてきた。